# Anna Brzezińska-Skarżyńska
Anna Brzezińska-Skarżyńska (* 10. dubna 1958) je polská fotografka, redaktorka, kurátorka výstav a členka poroty fotografických soutěží.

## Životopis
Fotografii se věnuje od roku 1980. Začala s objednávkami pro Kurier Polski. Poté, od roku 1981, fotila pro Tygodnik Solidarność a později pro týdeníky Solidarność_Rolników a Za_i_przeciw. V letech 1990–2004 byla fotoreportérkou a vedoucí fotografického oddělení deníku Rzeczpospolita. Spolupracovala také se sekretariátem primáše Józefa Glempa (1982-1984) a AFP (1988-1990). Od roku 2004 do roku 2017 působila jako šéfredaktorka a ředitelka fotografické redakce Polské tiskové agentury. Pracovala jako hlavní fotoeditorka v Domu Spotkań z Historią.
Publikovala v: Asaši Šimbun, Chicago Tribune, Corriere della Sera, Die Welt, Frankfurter Allgemeine Zeitung, Kurier Polski, La Croix, La Epoca, La Stampa, Libération, New York Herald Tribune, Rzeczpospolita, The New York Times, The Daily Telegraph, The Guardian, The Independent, The Times, Tygodnik Solidarność.
Její fotografie byly představeny v roce 2008 na výstavě Dokumentaristky Polské fotografky 20. století v Zachętě a v Domě historie v letech 2021–2022 na výstavě Jedyne. Nieopowiedziane historie polskich fotografek” (Nevyprávěné příběhy polských fotografek).
V roce 2008 se v Národní galerii umění Zachęta ve Varšavě konala výstava Polské fotografky 20. století, která představila tvůrčí počiny padesáti polských dokumentaristek od 70. let 20. století, kde byly také prezentovány fotografie Brzezińské-Skarżyńské. Mezi dalšími vystavujícími byly například: Małgorzata Apathy,
Anna Beata Bohdziewicz,
Anna Chojnacka,
Zofia Chomętowska,
Maria Chrząszczowa,
Maria Antonina Czaplicka,
Irena Elgas-Markiewicz,
Krystyna Gorazdowska,
Helena Hartwigová,
Joanna Helander,
Wanda Herse,
Halina Holas-Idziakowa,
Irena Jarosińska-Małek,
Irena Kummant-Skotnicka,
Krystyna Łyczywek,
Bożena Michalik,
Maria Kietlińska,
Janina Mierzecka,
Janina Mokrzycka,
Anna Musiałówna,
Zofia Nasierowska,
Fortunata Obrąpalska,
Julia Pirotte,
Danuta Rago,
Jadwiga Rubiś,
Zofia Rydet,
Jadwiga Wolska nebo
Bolesława Zdanowska.